# Филипп IV (царь Македонии)
В Википедии есть статьи о других царях с именем Филипп Македонский.
Филипп IV (др.-греч. Φίλιππος Δ΄; ? — 294 до н. э.) — македонский царь, правивший в 297—294 до н. э.
Филипп был сыном Кассандра. Был женат на греческой аристократке, имя и происхождение которой источники не называют. Согласно Павсанию, Филипп умер от чахотки. В момент смерти он находился в Элатее в Фокиде, возможно потому, что он находился в пути, чтобы начать процесс восстановления гегемонии Македонии в Греции.